# Bernardo de Saxe-Weimar-Eisenach
Carlos Bernardo de Saxe-Weimar-Eisenach (30 de maio de 1792 - 21 de julho de 1862) foi um distinto soldado que, em 1815, depois do Congresso de Viena, se tornou coronel de um regimento ao serviço do rei dos Países Baixos. Lutou na Batalha de Quatre Bras e na Batalha de Waterloo onde comandou a segunda brigada da segunda divisão holandesa.

## Primeiros anos

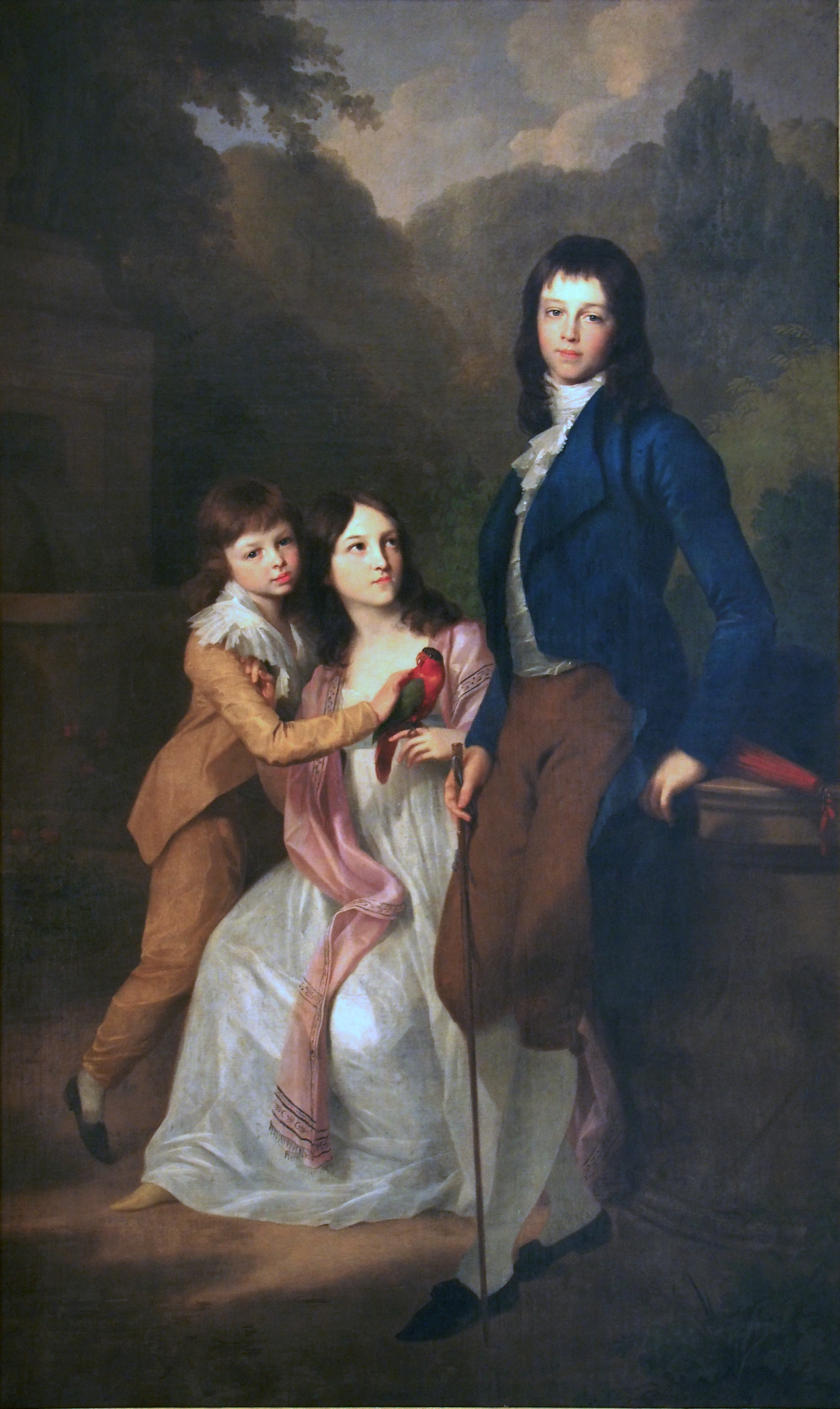
Bernardo (esq.) com a irmã Carolina Luísa e o irmão Carlos Augusto.

O príncipe Bernardo era o filho mais novo do grão-duque Carlos Augusto de Saxe-Weimar-Eisenach e da sua esposa, a princesa Luísa de Hesse-Darmstadt. Alistou-se no exercito prussiano e, em 1806, lutou no exercito de Hohenlohe-Ingelfingen. Em 1809 alistou-se no exercito da Saxónia e lutou sob as ordens do marechal Bernadotte em Wagram.

## Campanha em Waterloo
A segunda brigada da segunda divisão holandesa comandada por Bernardo foi a primeira força do duque de Wellington a chegar ao cruzamento de Quatre Bras. A brigada do príncipe Bernardo (a quem depois se juntou a primeira brigada) segurou o cruzamento de Quatre Bras durante quase vinte e quatro horas desde o fim da tarde do dia 15 de Junho de 1815 até cerca das três da tarde do dia seguinte, impedindo que o marechal Michel Ney, juntamente com a ala esquerda do exercito francês L'Armée du Nord, conquistassem o cruzamento antes do duque de Wellington e as suas forças aliadas chegarem para reforçar a segunda divisão e começar a Batalha de Quatre Bras. A acção bem-sucedida foi uma das mais importantes de toda a campanha em Waterloo.
Na Batalha de Waterloo, o príncipe Bernardo comandou as forças aliadas que seguravam as quintas de Papelotte, Frichermont e La Haie na extrema esquerda da linha de batalha do duque de Wellington. Foram estrategicamente importantes, não só porque se perdessem o controlo deixariam que os franceses flanqueassem Wellington.

## Casamento e descendência
No dia 30 de maio de 1816, Bernardo casou-se em Meiningen com a princesa Ida de Saxe-Meiningen. Tiveram oito filhos:
1. Luísa Guilhermina de Saxe-Weimar-Eisenach (31 de março de 1817 - 11 de Julho de 1832), morreu aos quinze anos de idade em Inglaterra, sem descendência.
2. Guilherme Carlos de Saxe-Weimar-Eisenach (25 de junho de 1819 - 22 de maio de 1839), morreu aos dezanove anos de idade; sem descendência.
3. Amélia Augusta de Saxe-Weimar-Eisenach (22 de maio de 1822 - 23 de junho de 1822), morreu com poucas semanas de idade.
4. Eduardo de Saxe-Weimar-Eisenach (11 de outubro de 1823 - 16 de novembro de 1902); oficial do exército britânico que se distinguiu durante a Guerra da Crimeia; casado com Lady Augusta Katherine Gordon-Lennox; sem descendência.
5. Hermano de Saxe-Weimar-Eisenach (4 de agosto de 1825 - 31 de agosto de 1901); casado com a princesa Augusta de Württemberg; com descendência.
6. Frederico Gustavo de Saxe-Weimar-Eisenach (28 de junho de 1827 - 5 de janeiro de 1892); casado com Pierina Marocchia di Marcaini; sem descendência.
7. Ana Amália de Saxe-Weimar-Eisenach (9 de setembro de 1828 - 14 de julho de 1864); sem descendência;
8. Amália de Saxe-Weimar-Eisenach (20 de maio de 1830 - 1 de maio de 1872); casada com o príncipe Henrique dos Países Baixos; sem descendência.

## Genealogia
| Bernardo de Saxe-Weimar-Eisenach | Pai: Carlos Augusto, Grão-Duque de Saxe-Weimar-Eisenach | Avô paterno: Ernesto Augusto II, Duque de Saxe-Weimar-Eisenach | Bisavô paterno: Ernesto Augusto I, Duque de Saxe-Weimar-Eisenach |
| Bernardo de Saxe-Weimar-Eisenach | Pai: Carlos Augusto, Grão-Duque de Saxe-Weimar-Eisenach | Avô paterno: Ernesto Augusto II, Duque de Saxe-Weimar-Eisenach | Bisavó paterna: Sofia Carlota de Brandemburgo-Bayreuth           |
| Bernardo de Saxe-Weimar-Eisenach | Pai: Carlos Augusto, Grão-Duque de Saxe-Weimar-Eisenach | Avó paterna: Ana Amália de Brunsvique-Volfembutel              | Bisavô paterno: Carlos I, Duque de Brunsvique-Volfembutel        |
| Bernardo de Saxe-Weimar-Eisenach | Pai: Carlos Augusto, Grão-Duque de Saxe-Weimar-Eisenach | Avó paterna: Ana Amália de Brunsvique-Volfembutel              | Bisavó paterna: Filipina Carlota da Prússia                      |
| Bernardo de Saxe-Weimar-Eisenach | Mãe: Luísa de Hesse-Darmstadt                           | Avô materno: Luís IX, Conde de Hesse-Darmstadt                 | Bisavô materno: Luís VIII, Conde de Hesse-Darmstadt              |
| Bernardo de Saxe-Weimar-Eisenach | Mãe: Luísa de Hesse-Darmstadt                           | Avô materno: Luís IX, Conde de Hesse-Darmstadt                 | Bisavó materna: Carlota de Hanau-Lichtenberg                     |
| Bernardo de Saxe-Weimar-Eisenach | Mãe: Luísa de Hesse-Darmstadt                           | Avó materna: Carolina do Palatinado-Zweibrücken                | Bisavô materno: Cristiano III, Conde Palatino de Zweibrücken     |
| Bernardo de Saxe-Weimar-Eisenach | Mãe: Luísa de Hesse-Darmstadt                           | Avó materna: Carolina do Palatinado-Zweibrücken                | Bisavó materna: Carolina de Nassau-Saarbrücken                   |